# Bryum hioramii
Bryum hioramii är en bladmossart som beskrevs av Thériot 1939. Bryum hioramii ingår i släktet bryummossor, och familjen Bryaceae. Inga underarter finns listade i Catalogue of Life.